# Штригисталь
Штригисталь (нем. Striegistal) — община в Германии, в земле Саксония. Подчиняется административному округу Хемниц. Входит в состав района Средняя Саксония. Население составляет 5.402 человек (2009). Занимает площадь 87,02 км².
Община подразделяется на 14 сельских округов.

## Население
| Год  | Численность | Численность |
| ---- | ----------- | ----------- |
| 2017 | 4650        | [ 1 ]       |
| 2019 | 4600        | [ 3 ]       |
| 2021 | 4562        | [ 4 ]       |
| 2022 | 4546        | [ 5 ]       |
| 2023 | 4606        | [ 2 ]       |